# La Zarza-Perrunal
La Zarza-Perrunal er en kommune i det sydvestlige Spanien i provinsen Huelva. Den har et indbyggertal på 1.189 (2024) indbyggere.